# Boyne (reka)
Reka Boyne (irsko Bhöinn ali Abhainn na Bóinne) je reka v Leinstru na Irskem, dolga je približno 112 kilometrov. Izvira kot Trinity Well v kraju Newberry Hall v bližini Carburyja, grofija Kildare, in teče proti severovzhodu skozi grofijo Meath, da doseže Irsko morje med Morningtonom v grofiji Meath in Baltray v grofiji Louth.
V reki je mogoče ujeti losose in postrvi. Teče po dolini Boyne, proti zahodu prečka mesto Drogheda pod mostom Mary McAleese prek doline reke Boyne, na katerem je avtocesta M1, in viaduktom Boyne za železniško progo Dublin−Belfast na vzhodu. Povodje reke Boyne obsega 2695 km². Dolgoročni povprečni pretok reke je 38,8 kubičnega metra na sekundo.
Kljub svoji kratki poti je reka zgodovinsko, arheološko in mitično pomembna. Bitka pri reki Boyne, glavna bitka v irski zgodovini, se je odvijala leta 1690 vzdolž reke blizu Droghede med  Viljemovo vojno na Irskem. Teče skozi starodavno mesto Trim, mimo gradu Trim, arheološkega kompleksa Hill of Tara (starodavna prestolnica visokega kralja Irske), skozi Navan, Slane, Brú na Bóinne (kompleks megalitskih spomenikov), mimo samostana Mellifont in skozi srednjeveško mesto Drogheda. V dolini Boyne najdemo tudi druge zgodovinske in arheološke spomenike, tudi Loughcrew, Kells, keltske križe in gradove.
Ta reka je bila znana že v antičnih časih. Grški geograf Ptolemaj je v 2. stoletju narisal zemljevid Irske, na katerem je bila Boyne imenovana Βουουινδα (Bouwinda) ali Βουβινδα (Boubinda). V srednjem veku jo je Giraldus Cambrensis imenoval Boandus. V irski mitologiji je znano, da je reko ustvarila boginja Boann (kraljica ali boginja), po besedah F. Dinneena, leksikografa irskega gelskega jezika, je Boyne anglicizirana oblika tega imena. V drugih legendah je v tej reki Fionn mac Cumhail ujel Fiontána, lososa modrosti. Rečni odsek Meath je bil znan tudi kot Smior Fionn Feidhlimthe .

## Kanal Boyne
Plovnost omogoča vrsta kanalov, ki potekajo približno vzporedno z glavno reko iz Oldbridgea blizu Droghede do Navana. Irska zveza celinskih plovnih poti, ki je v lasti irskega sklada An Taisce,  ponovno vzpostavlja plovnost. Kanal pri Oldbridgeu, ki poteka skozi mesto bitke pri reki Boyne, je bil prvi obnovljen.

## Prazgodovinska umetnost
Avgusta 2013 je bila najdena skala s prazgodovinsko umetnostjo. Cliadh O'Gibne je prek Arheološke uprave Irske poročal, da je bil v Donorju, grofija Meath, najden balvan z geometrijskimi gravurami.

## Antični drevak
Ribiška reševalna služba (BFRRS) je imela blizu Droghede, grofija Louth, maja 2013 eno svojih rednih akcij, pri kateri so odstranjevali nakupovalne vozičke iz reke Boyne, in odkrili starinski drevak, za katerega strokovnjaki verjamejo, da je lahko star 5000 let. Prvi pregled podvodnih arheologov kaže, da bi bil lahko zelo redek, saj ima v nasprotju s preostalimi čolni, ki so jih našli tukaj, ovalno obliko na zgornjem robu, kjer bi lahko bilo veslo. Preiskave so potekale leta 2013.

## Vikinška ladja
Leta 2006 so med drenažnim izkopom na reki v Droghedi našli ostanke vikinške ladje. Plovilo bo treba izkopati, saj ogroža plovbo.

## Galerija
- Pogled iz zraka na ustje reke Boyne in Droghedo
- Reka Boyne pri Trimu
- Reka Boyne pri Navanu
- Jez na reiki Boyne blizu Stackallna
- Reka Boyne pri gradu Dunmoe
- Zgornji tok reke pri Slanu
- Reka Boyne pod mostom Boyne v Droghedi
- Viadukt reke Boyne
- Reka pri Morningtonu
- Reka Boyne pri Brú na Bóinne